# Gaspard de Barth
Pour les articles homonymes, voir Barth (homonymie).
Gaspard de Barth (Barthius en latin ; né le 21 juin 1587 à Küstrin, mort le 17 septembre 1658 à Leipzig) est un érudit du début du XVIIe siècle.

## Biographie
À 9 ans, il récitait tout Térence par cœur sans faire une seule faute, et à 12, rédigea les Psaumes de David en vers latins.

## Œuvres
Il a laissé :
- des commentaires estimés sur Claudien (1612), sur Rutilius (1655), sur Stace, 1664, sur Juvénal (publié seulement en 1827)
- un poème latin, en 12 chants, Zodiacus vitae christianea, 1623
- des mélanges sous le titre d' Adversaria, 1624
- petits poèmes (1607)
- Erotodidascalus (traduction latine de la suite de la Diane de Montemayor (1625)